# Shout It Out (album)
Shout It Out är det amerikanska indie/pop/rock-bandet Hansons femte studioalbum som kom ut 8 juni 2010 på deras skivbolag 3CG Records.

## Låtlista
1. "Waiting For This"
2. " Thinking ‘Bout Somethin’"
3. "Kiss Me When You Come Home"
4. "Carry you There"
5. "Give A Little"
6. "Make It Out Alive"
7. "And I Waited"
8. "Use Me Up"
9. "These Walls"
10. "Musical Ride"
11. "Voice In the Chorus"
12. "Me Myself And I"

Alla låtar är skrivna av Isaac Hanson, Taylor Hanson och Zac Hanson.